# Akito Fukumori
Akito Fukumori (jap. 福森 晃斗, * 16. Dezember 1992 in Fujisawa, Präfektur Kanagawa) ist ein japanischer Fußballspieler.

## Karriere
Akito Fukumori erlernte das Fußballspielen in der Schulmannschaft der Toko Gakuen High School. Seinen ersten Profivertrag unterschrieb er 2011 bei Kawasaki Frontale. Der Verein aus Kawasaki, einer Stadt auf der japanischen Hauptinsel Honshū im Nordosten der Präfektur Kanagawa, spielte in der höchsten Liga des Landes, der J1 League. Die Saison 2015 und 2016 wurde er an den in der zweiten Liga, der J2 League, spielenden Hokkaido Consadole Sapporo ausgeliehen. Mit dem Club aus Sapporo wurde er Ende 2016 Meister der zweiten Liga und stieg in die erste Liga auf. Nach Leihende wurde er Anfang 2017 von Sapporo fest verpflichtet. 2019 stand er mit Sapporo im Finale des J.League Cup, dass der Verein aber im Elfmeterschießen gegen den Erstligisten Kawasaki Frontale verlor. Am 1. Februar 2024 wechselte Fukomori auf Leihbasis zum Zweitligisten Yokohama FC. Am Ende der Saison 2024 wurde er mit Yokohama Vizemeister und stieg in die erste Liga auf.

## Erfolge
Hokkaido Consadole Sapporo
- Japanischer Zweitligameister: 2016  ▲
- Japanischer Ligapokalfinalist: 2019

Yokohama FC
- Japanischer Zweitligavizemeister: 2024  ▲